# Sobrala clara
Sobrala clara är en insektsart som beskrevs av Irena Dworakowska 1993. Sobrala clara ingår i släktet Sobrala och familjen dvärgstritar. Inga underarter finns listade i Catalogue of Life.